# Tehzeeb
Tehzeeb – bollywoodzki dramat rodzinny wyreżyserowany w 2003 roku przez Khalid Mohameda. Film jest dedykowany Ingmarowi Bergmanowi, którego Jesienna sonata zainspirowała reżysera filmu. W rolach głównych wystąpili indyjscy aktorzy: Shabana Azmi, Urmila Matondkar i Arjun Rampal. Muzykę do filmu skomponował A.R. Rahman. Autorem zdjęć jest Santosh Sivan. Tematem filmu są dramatyczne pełne miłości i nienawiści relacje między sławną matką a rozżaloną brakiem uwagi z jej strony córką.

## Obsada
- Shabana Azmi – Rukhsana Jamal
- Urmila Matondkar – Tehzeeb Mirza
- Arjun Rampal – Salim Mirza
- Diya Mirza – Nazneen Jamal

## Muzyka i piosenki
Autorem muzyki jest A.R. Rahman
1. „I Wanna Be Free” – śpiewają – Anupama, Mathangi
2. „Khoyee Khoyee Aankhein” – Shaan
3. „Meherbaan Meherbaan” – Asha Bhosle, Sukhwindher Singh
4. „Mujhpe Toofan Uthaye” – Sujata Bhattacharya
5. „Na Shiqwa Hota” – Sujata Bhattacharya
6. „Sabaq Aisa” – Sujata Bhattacharya

## Nagrody i nominacje
- Nagroda Zee Cine dla Najlepszej Aktorki Drugoplanowej – Shabana Azmi
- nominacja do Nagrody Screen Weekly dla Najlepszej Aktorki Drugoplanowej – Shabana Azmi
- nominacja do Nagrody Filmfare dla Najlepszej Aktorki Drugoplanowej – Shabana Azmi
- nominacja do nagrody Zee Cine za słowa do piosenki „Na shiqwa hota...” – Javed Akhtar
- nominacja do nagrody Zee Cine za choreografię do piosenki „Meherbaan” – Remo